# Израильско-уругвайские отношения
Израильско-уругвайские отношения — двусторонние дипломатические отношения между Израилем и Уругваем. Израиль имеет посольство в Монтевидео, а Уругвай имеет посольство в Тель-Авиве и одно почетное консульство в Хайфе. Уругвай был одной из первых стран, признавших суверенитет Израиля.
На начало 2018 года еврейская община Уругвая насчитывает примерно 12 000 членов.

## История

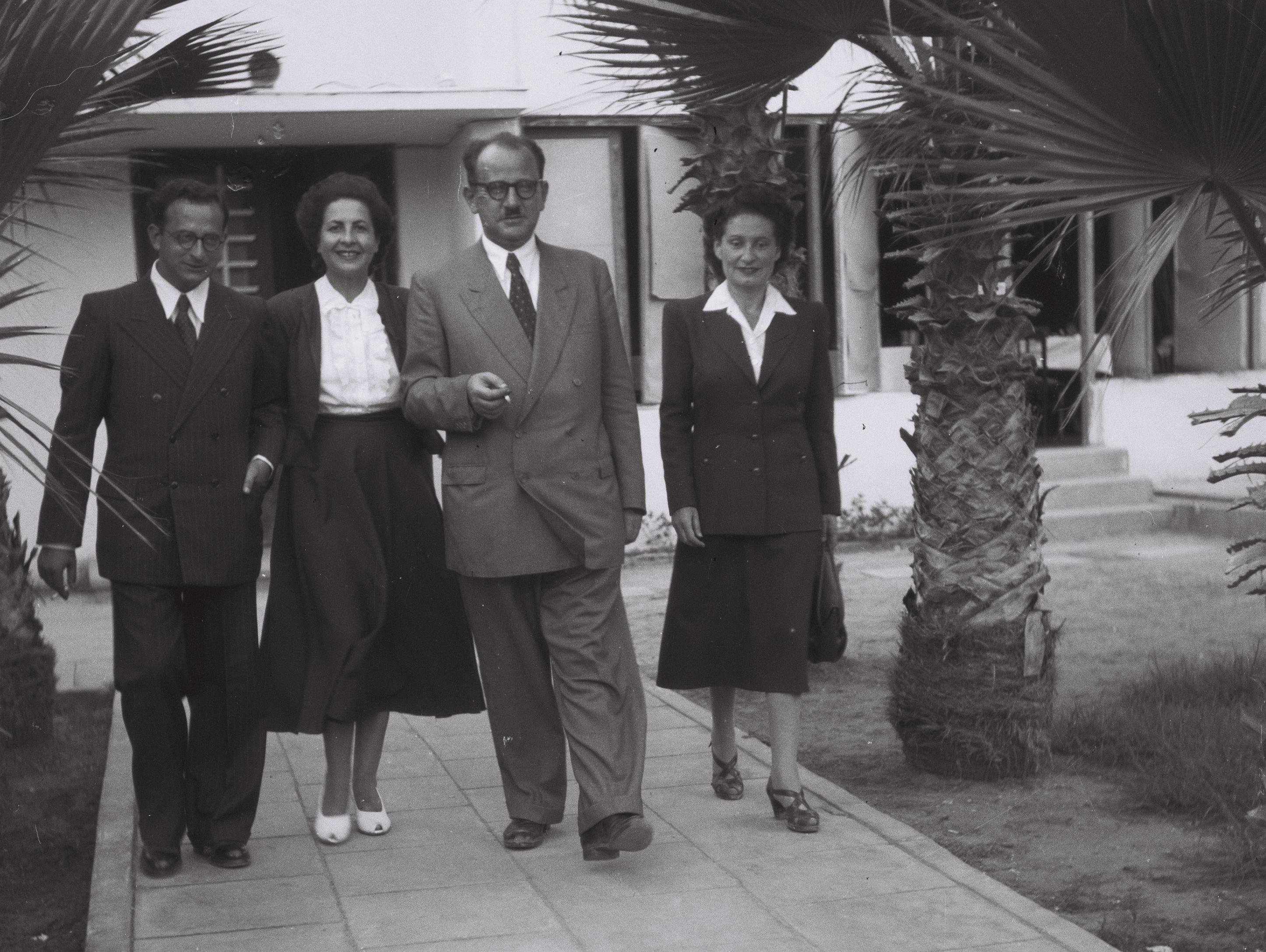
Израильско-Уругвайская делегация, 1948 год.

Сионистское движение в Уругвае началось в 1911 году, когда был открыт первый сионистский кружок Доршей Цион. Он входил в Сионистскую федерацию Аргентины. Сионистское движение в Уругвае состояло из Партии общих сионистов, Поалей Цион (Еврейская социал-демократическая рабочая партия), Мизрахи (организация религиозных сионистов), и Международной женской Сионистской организации. В 1945 году представители всех сионистских организаций страны сформировали Центральный сионистский совет. В 1960 году была основана Объединенная сионистская федерация (ныне — Сионистская организация Уругвая). Она тесно сотрудничает с Центральным еврейским комитетом — главным представительным органом уругвайского еврейства.
В мае 1986 года Президент Уругвая Хулио Мария Сангинетти с официальным визитом прибыл в Израиль. В 1998 году, Хулио Мария Сангинетти подписал три соглашения с Израилем о инвестиционной, медицинской и ветеринарной помощи; а также о сотрудничестве в области социального обеспечения.
14 сентября 2020 года Совет ООН по социальным и экономическим вопросам принял резолюцию, осудившую Израиль за «систематическое нарушение прав палестинцев и их последствия для женщин и девочек». Представитель Уругвая проголосовал «за» её принятие, однако через неделю глава МИД Франсиско Бустильо назвал это голосование «ошибочным» и отправил в отставку директора внешнеполитического департамента МИДа Пабло Садеру. Бустильо также заявил, что «внешняя политика Уругвая сохранит исторический курс на поддержку права Израиля на существование».
16 августа 2023 года глава израильской дипломатии Эли Коэн встретился в Монтевидео с президентом Уругвая Луисом Альберто Лакалье Поу и министром иностранных дел Франсиско Бустильо. На встрече глава южноамериканской страны объявил о намерении открыть представительство в Иерусалиме ради развития сотрудничества в «области инноваций».